# Introspective
Introspective è il terzo album in studio del gruppo musicale britannico Pet Shop Boys, pubblicato l'11 ottobre 1988 dalla Parlophone.
Dalle sonorità fortemente synth-pop/dance, Introspective rimane fino ad oggi il secondo album più venduto a livello mondiale dei Pet Shop Boys, con 4,5 milioni di copie vendute, preceduto da Very (1993, più di 5 milioni di copie). Secondo Neil Tennant, a livello internazionale, questo è l'album dei Pet Shop Boys che ha riscosso il maggior successo di pubblico (in madrepatria l'album raggiunge il secondo posto in classifica).
Nel 2012 Introspective è stato inoltre incluso nella lista delle 50 copertine più favolose stilata da ShortList.

## Descrizione
La particolarità più forte di Introspective è la sua struttura: il disco, infatti, è strutturato come mini-album contenente sei brani, tutti di durata superiore ai sei minuti (la conclusiva It's Alright dura addirittura oltre nove minuti). La sua durata complessiva è di 50:03, una caratteristica tipica delle raccolte di remix dell'epoca, rafforzata dalla effettività che tutte le tracce incluse in Introspective sono pubblicate in versione remixata.
Un'altra forte particolarità di Introspective sono le sonorità dance tipiche del duo che vengono spesso affiancate dal suono di vere orchestre, dirette da Richard Niles (Left to My Own Devices rappresenta il primo brano in cui i Pet Shop Boys si avvalgono di una vera orchestra, impiegando diversi mesi per la sua produzione). Oltre alla produzione orchestrale di Richard Niles, i Pet Shop Boys si avvalgono anche della produzione e arrangiamento di nomi importanti come Trevor Horn, David Jacob, Frankie Knuckles e Julian Mendelsohn.
Perfino il titolo stesso dell'album è una particolarità in quanto tale titolo (appunto Introspective) si deve al fatto che, secondo quanto dichiarato dal tastierista Chris Lowe in un'intervista, "tutte le canzoni, sebbene siano dance, sono introspettive". Sempre secondo Lowe, il titolo fu scelto dopo aver considerato e scartato titoli come "f", "Dogmatic", "Bounce" ed "Hello!". Nella stessa intervista, inoltre, Lowe dichiarò che il nome Introspective "suonava come un'esibizione d'arte; Nick Rhodes sarebbe stato geloso di questa scelta".
Delle sei tracce contenute nel disco, solo due canzoni sono state scritte appositamente per l'album (la già citata Left to My Own Devices e Domino Dancing) in quanto Always on My Mind era già stata pubblicata come singolo nel 1987, seppur in Introspective viene presentata in una chiave più house, It's Alright è basata su una composizione di Sterling Void, I Want a Dog era già stata pubblicata come B-side del singolo Rent nel 1987 e I'm Not Scared, scritta e prodotta dai Pet Shop Boys per gli Eighth Wonder all'inizio del 1988 era già stata un grande successo raggiungendo le prime posizioni in numerosi paesi (ed il primo posto in Italia).
Come già detto Always on My Mind era già stata pubblicata come singolo nel 1987, però nonostante questo è Domino Dancing la canzone da considerare primo vero singolo estratto da Introspective in quanto all'epoca Always on My Mind era una canzone non facente parte di nessun album.
Tutti i singoli ottennero grande successo ed entrarono tutti nella Top10 britannica: Domino Dancing posizione numero 7, Left to My Own Devices posizione numero 4 e It's Alright posizione numero 5.
Forte delle vendite a livello mondiale, Introspective ottenne doppio disco di platino in madrepatria, disco di platino in Canada e disco d'oro in Germania e Stati Uniti.
Anni dopo sua pubblicazione, Tennant stesso si dichiarò "pieno di rimpianti per aver pubblicato Introspective troppo ravvicinato all'uscita del loro precedente album Actually (1987) in quanto pensa che probabilmente la natura stessa delle tracce estese di Introspective potrebbe aver deluso molti fan e averli portati ad un calo di interesse per i Pet Shop Boys". Nella stessa intervista Tennant ipotizzò che fu questo il fattore che porto le vendite del successivo album dei Pet Shop Boys Behaviour in forte calo rispetto ai precedenti album (nonostante sia considerato l'album più bello ed elegante del duo).

### Riedizioni
Poco dopo l'uscita di Introspective, nel 1989 i Pet Shop Boys pubblicarono un EP aggiuntivo solo per il mercato giapponese, intitolato In Depth e realizzato in occasione del loro primo tour mondiale; tale versione entrò nella classifica giapponese alla posizione numero 18.
Il 4 giugno 2001 Introspective venne ristampato con l'aggiunta di un secondo disco intitolato Further Listening 1988–1989 e contenente materiale aggiuntivo registrato negli anni 1988-1989. Tale versione entrò nella classifica britannica alla posizione 118.

## Tracce
1. Left to My Own Devices – 8:16
2. I Want a Dog – 6:15
3. Domino Dancing – 7:40
4. I'm Not Scared – 7:23
5. Always on My Mind/In My House – 9:05
6. It's Alright – 9:24

In Depth – CD bonus nell'edizione giapponese
1. It's Alright – 4:22
2. One Of The Crowd – 3:56
3. Your Funny Uncle – 2:18
4. Always on My Mind – 3:57
5. Domino Dancing – 4:20
6. Left to My Own Devices – 4:45

Further Listening 1988–1989 – CD bonus nella riedizione del 2001
1. I Get Excited (You Get Excited Too) – 5:35
2. Don Juan (Demo Version) – 4:22
3. Domino Dancing (Demo Version) – 4:47
4. Domino Dancing (Alternative Version) – 4:52
5. The Sound of yhe Atom Splitting – 5:13
6. What Keeps Mankind Alive? – 3:26
7. Don Juan (Disco Mix) – 7:35
8. Losing My Mind (Disco Mix) – 6:09
9. Nothing Has Been Proved (Demo for Dusty) – 4:51
10. So Sorry, I Said (Demo for Liza) – 3:26
11. Left to My Own Devices (Seven-Inch Mix) – 4:47
12. It's Alright (Ten-Inch Version) – 4:47
13. One of the Crowd – 3:56
14. It's Alright (Seven-Inch Version) – 4:20
15. Your Funny Uncle – 2:18

## Classifiche
| Classifica (1988)   | Posizione massima |
| ------------------- | ----------------- |
| Argentina           | 1                 |
| Australia           | 44                |
| Austria             | 8                 |
| Canada              | 68                |
| Germania            | 2                 |
| Nuova Zelanda       | 15                |
| Norvegia            | 14                |
| Regno Unito         | 2                 |
| Stati Uniti         | 34                |
| Stati Uniti (dance) | 15                |
| Svezia              | 5                 |
| Svizzera            | 2                 |